# 르몽드 디플로마티크
《르몽드 디플로마티크》(프랑스어: Le Monde Diplomatique)
는 프랑스의 일간지 《르 몽드》의 자매지인 국제전문 월간 시사지이다. 정치, 경제, 사회, 문화, 예술, 교육 등 전 분야에 걸친 이슈를 다루는 매체이다. 프랑스어 외에 영어, 독일어, 스페인어, 일본어, 한국어 등 37개국, 20개 언어로 발간된다. 논조는 대체로 진보적이다. 국내에서도 한국어판으로 매월 발행되고 있다.

## 논조
“진실을, 모든 진실을, 오직 진실만을 말하라”라는 언론관으로 유명한 <르몽드 디플로마티크>는 1954년 창간한 이래, 국제 이슈에 대한 깊이 있는 분석과 참신한 문제제기로 인류보편의 가치인 인권, 민주주의, 평등, 박애주의]], 환경보전 등을 주창해오고 있다.
미국과 유럽, 일본, 중국, 러시아 등 강대국들의 정치·경제적 역학관계, 아시아, 아프리카, 아랍, 중남미 등 제3세계의 문제에 대해서도 심도 있게 다루고 있다. 또한 세계은행, 세계무역기구(WTO), IMF, UN, NATO, ASEAN 등 국제기구에 대한 다각도의 진단과 분석을 내놓고 있다.
<르몽드 디플로마티크>는 유럽의 석학들을 비롯, 전 세계의 필진들이 참여한다. 이냐시오 라모네를 비롯해 프랑스 당대의 석학인 레지스 드브레, 자크 데리다, 미셀 푸코, 알랭 바디우, 알랭 투렌, 자크 사피르, 피에르 부르디외, 펠릭스 가타리, 마크 페로, 베르나르 카생, 영국의 에릭 홉스봄, 미국의 브루스 커밍스, 노암 촘스키, 갈 브레드, 하워드 진, 인도의 반다나 시바와 로렌스, 필리핀의 월든 벨로, 슬로베니아의 슬라보예 지젝 등 세계 석학과 필진이 글을 기고함으로써 다양한 의제를 전달한다. 특히 미국 등 앵글로색슨 중심의 국제뉴스와는 다른 시각을 제공한다.
2018년 11월 판에서의 여론조사에 따르면, 프랑스판의 35.2%의 독자들은 극좌 정당인 불복하는 프랑스를 지지하며, 8.7%는 극좌파, 8.2%는 아나키즘, 4.7%는 프랑스 공산당을 지지한다고 한다.

## 한국어판
한국어판은 2008년 10월호부터 발행되고 있으며 2008년부터 발행인은 성일권이다.
<르몽드 디플로마티크> 한국어판은 ㈜르몽드코리아가 온/오프라인 독점 판권 계약을 맺어 프랑스어 원판에서 엄선한 번역 기사 70%와 한국판 편집진이 기획, 취재한 기사 30%가 게재된다. 국내 기사는 한국 지식인사회의 담론, 글로벌 기업들의 동향, 대학가 및 출판 문화계의 소식, 그리고 주요 유력인사들에 대한 인터뷰를 다룬다.

## 같이 보기
- 《르 몽드》